# Фізіолог (трактат)
«Фізіо́лог» (грец. Φυσιολόγος; лат. Physiologus) — християнський дидактичний трактат. Написаний грецькою мовою в Александрії. Час укладання і автор невідомі. Традиційно датується ІІ ст., проте ряд дослідників вважають, що трактат був написаний наприкінці ІІІ — початку IV ст. Містить опис тварин, птахів, фантастичних істот, а також каменів і рослин. Описи супроводжуються короткими алегоричними розповідями повчального характеру. Зберігся у списках-копіях, деякі з яких багато ілюстровані мініатюрами. Близько 400 року перекладений латиною, а згодом — іншими мовами, в тому числі староукраїнською. Був дуже популярним у Європі. Став основою середньовічних бестіаріїв, через що називається «бестіарієм бестіаріїв». Справив великий вплив на формування тваринної символіки у європейській літературі та образотворчому мистецтві. Тлумачення гербових фігур у геральдиці походить із цього трактату.

## Зміст
- I. Лев
- II. Антилопа
- III. Піробольський камінь
- IV. Риба-меч
- V. Пісочник
- VI. Пелікан
- VII. Сова
- VIII. Орел
- IX. Фенікс
- X. Одуд
- XI. Віслюк
- XII. Гадюка
- XIII. Змій
- XIV. Мураха
- XV. Сирена і онокентавр
- XVI. Їжак
- XVII. Ібіс
- XVIII. Лисиця
- XIX. Дерево і голуби
- XX. Слон
- XXI. пророк Амос
- XXII. Ікра
- XXIII. Агат
- XXIV. Устриця і перли
- XXV. Камінь-Адамант
- XXVI. Мавпа
- XXVII. Індійський камінь
- XXVIII. Качка-лиска
- XXIX. Фігове дерево
- XXX. Пантера
- XXXI. Ясконтій
- XXXII. Куріпка
- XXXIII. Гриф
- XXXIV. Мурашиний лев
- XXXV. Горностай
- XXXVI. Єдиноріг
- XXXVII. Бобер
- XXXVIII. Гієна
- XXXIX. Річка Ніл
- XL. Мангуста
- XLI. Ворона
- XLII. Страус
- XLIII. Горлиця
- XLIV. Ластівка
- XLV. Олень
- XLVI. Жаба
- XLVII. Ящірка, або Саламандра
- XLVIII. Магніт
- XLIX. Камінь-Адамант
- L. Голуби
- LI. Вугор

## В Україні
Слов'янські переклади грецького «Фізіолога» відомі лише в старокиївських списках, але з мови найдавнішого зі збережених списків (XV ст.) видно, що вони беруть початок від болгарських перекладів, зроблених перед XIII ст. «Фізіолог» відомий на Русі в двох редакціях. 
Одна з них виникла ще в ІІ-ІІІ ст. у грецькій олександрійській літературі. У цій редакції, наприклад, розповідь про лисицю втілює поняття хитрості: голодна, вона прикидається бездиханною, а коли до неї злітаються птахи, то ловить їх і з'їдає. Розповідь про неясить (пелікана) розкриває уявлення про чадолюб'я, камінь адамант (алмаз) уподібнюється очищуючій силі, рівної Ісусові Христу, і т. д. Серед персонажів «Фізіолога» — міфологічні сирени і кентавр, птах фенікс. 
Друга редакція Фізіолога (її називають «візантійською») менш популярна на Русі, але була поширена в південних слов'ян. У цій редакції переважає повчальний початок: у статті про дворогу антилопу пояснюється, що Бог дав чоловіку два завіти — Старий і Новий; властивість дятла клювати «носом своїм», «де м'яко древо», порівнюється з пошуками дияволом слабостей у людях; фантастичне омолодження осліплого від старості орла уподібнюється звертанню грішника до церкви і т. д. Ці складні тлумачення «Фізіолога» не відбилися на літературному стилі українського середньовіччя, але символічні образи залишалися постійно в арсеналі художніх засобів давньокиївських письменників і книгарів аж до XVIII ст. При переписуванні «Фізіолога» у рукописних збірниках XV—XVII ст. текст його іноді супроводжувався барвистими мініатюрами.

## Переклади
англійською
- Cook, A. The Old English Physiologus. Yale Studies in English, vol. 63. New Haven: Yale University Press, 1921.
- Carmodyб F. Physiologus, The Very Ancient Book of Beasts, Plants and Stones. San Francisco: The Book Club of California, 1953.
- Curley, M. Physiologus. Austin: University of Texas Press, 1979 (переклад з латини).

німецькою
- Peters, E. Der Physiologus. München: Musarionverl, 1921 (переклад з грецької).
- Schröder, C. Der Millstätter Physiologus. Text, Übersetzung, Kommentar. Würzburg: Königshausen & Neumann, 2005.

московською
- Карнеев А. Материалы и заметки по литературной истории «Физиолога».— СПб., 1890.
- Физиолог / Подг текста, перевод и комм. О. А. Белобровой // Памятники литературы Древней Руси. XIII век. Москва, 1981. С. 474-485 (за списком ГИМ, зібр. Уварова, №515, лл.367зв.-375зв., початку XVI ст.)
- Физиолог // Златоструй Древняя Русь X—XIII веков. — М., 1990.— С. 291—296;
- Физиолог // Сказания о чудесах.— М., 1990.—С. 88-92 и 512 (Библиотека русской фантастики: В 20 т.).

французькою
- Zucker, A. Physiologos. Le bestiaire des bestiaires. Jérôme Millon, 2005 (переклад з грецької).

### Монографії, статті
- Мочульский, В. Происхождение «Физиолога» и его начальные судьбы в литературах Востока и Запада. Варшава, 1889.

### Довідники
- Lauchert, F. Physiologus // The Catholic Encyclopedia. New York: Robert Appleton Company, 1911.
- Кашуба, М. Фізіолог // Філософський енциклопедичний словник. Київ: Абрис, 2002. С. 668.
- Гудзий,  Н. К. Естественнонаучные сочинения // История русской литературы. Москва-Ленинград, 1941, Т. 1, С. 195—199.
- Белоброва, О. А. Физиолог // Словарь книжников.  Вып 1. С 461—462.
- Фізіолог // Літературознавча енциклопедія : у 2 т. Київ, 2007, Т. 2. С. 531.